# Fantasia X
Fantasia X — восьмой мини-альбом южнокорейского бой-бенда Monsta X. Он был выпущен 26 мая 2020 года на лейбле Starship Entertainment и распространялся компанией Kakao M. Альбом состоит из семи треков, в том числе ведущего сингла «Fantasia»

## Предыстория и выпуск
31 октября 2019 года, во время продвижения седьмого мини-альбома группы Follow: Find You на корейских музыкальных шоу, Вонхо покинул Monsta X . После ухода Вонхо, 14 февраля 2020 года группа выпустила первый англоязычный альбом All About Luv, после этого коллектив начал продвигаться по Америке с ним, но уже без участия бывшего участника.
14 апреля в своих социальных сетях группа показала расписание, согласно которому с 19 по 24 апреля каждый день выходил новый трейлер, всего их шесть. 27 апреля был представлен список композиций, 28, 29 и 30 апреля первая версия концепт-фотографий для альбома, а уже 1, 2 и 3 мая вышла вторая версия их. После этого, выход альбома, как и расписание было отложено в связи с болью Шону в спине. В новом расписании концепт-фотографии третьей версии вышли 18, 19 и 20 мая, 23 мая вышел тизер музыкального видео, а 24 числа превью для альбома. 26 мая вместе с альбомом вышла экранизация в виде клипа на заглавную композицию «Fantasia». После выхода, группа начала продвигаться на корейских музыкальных шоу, победив 2 июня на The Show.

## Жанр и тематика композиций
Открывающая и заглавная композиция альбома «Fantasia» является «энергичной» и «громкой» в жанре EDM. Вторая песня «Flow» написана участником группы Чжухоном, в интервью The Korea Herald он сказал про композицию: «Я сравнил нас (Monsta X) с лебедями (в композции). Внешне лебеди всегда выглядят гламурно, как знаменитости. Но под водой они яростно гребут». Третья песня «Zone», написанна другим участником Чангюном, он считает, что жанр EDM прибавляет интерес к треку. В конце «Chaotic» присутствует вокал Кихёна из четырёх нот. «Beautiful Night» «лёгкая» по звучанию поп-мелодия. Стилем «It Ain't Over» является R&B, а также в ней присутствует басовый фанк. Седьмая и последняя песня «Stand Up» также написана Чжухоном. В ней присутствует биты в стиле трэп-хаусом и признанием в пережитой боли, а также призывом к победе.

## Восприятие

### Коммерческий успех
Fantasia X дебютировала в чарте World Albums Billboard на шестом месте, в Корее альбом занял второе место в чарте Hanteo по продаж физических альбомов. За первую неделю было продано 118 596 физических копий альбома.

### Реакция критиков
Тейлор Глебси из Clash в интервью с Monsta X пишет, что альбом представляет собой «квинтэссенцию многих частей Monsta X». По его мнению, в альбоме «легкая» поп-музыка «соседствует с чувственным басовым» фанком, а «средняя» часть пластинки «усилена властными духовыми инструментами и электронной танцевальной музыкой».
Мальвика Падин из журнала Euphoria считает, что альбом сочетает в себе «взрывную энергию, которой известна группа, с приятным звуковым ландшафтом, чтобы облегчить мир его проблем с его семи треками». Она отмечает, что в Fantasia X «ветераны k-pop воспроизводят характерно оптимистичный, рэп-тяжелый звук, в то же время умудряясь играть с впечатляющим лиризмом и образностью», а далее пишет «с относительно повторяющимися оттенками хип-хопа, которые редко переходят в эксперименты, мини-альбом несовершенен, но это кульминация всего, чем музыка Monsta X была до этого момента и путь в будущее, которая наполнена еще лучшей музыкой».

## Список композиций
| №                   | Название            | Текст песни                   | Музыка                                               | Длительность |
| ------------------- | ------------------- | ----------------------------- | ---------------------------------------------------- | ------------ |
| 1.                  | «Fantasia»          | Brother Su, Чжухон, I.M       | Вилли Уикс, Мишель Бастиансен, Карлос Окабе, OLLIPOP | 3:06         |
| 2.                  | «Flow»              | Чжухон, I.M. 9F               | Чжухон, 9F                                           | 3:36         |
| 3.                  | «Zone»              | I.M, Юнсок, Wooki, Чжухон     | I.M, Юнсок, Wooki                                    | 3:14         |
| 4.                  | «Chaotic»           | ZNEE, Дейн Джанг, Чжухон, I.M | Stereo14, Дрю Райан Скотт, Шон Майкл Александр       | 3:35         |
| 5.                  | «Beautiful Night»   | iHwak, Flow Blow, Чжухон, I.M | iHwak, Flow Blow                                     | 3:03         |
| 6.                  | «It Ain't Over»     | Brother Su, Чжухон, I.M       | Brother Su, Willie Weeks                             | 3:10         |
| 7.                  | «Stand Up»          | Чжухон, Ye-Yo!, I.M           | Чжухон, Ye-Yo!                                       | 3:21         |
| Общая длительность: | Общая длительность: | Общая длительность:           | Общая длительность:                                  | 23:05        |

## Чарты

### Еженедельные чарты
| Чарты (2020)                       | Высшая позиция |
| ---------------------------------- | -------------- |
| Japan Hot Albums (Billboard Japan) | 40             |
| Япония (Oricon)                    | 17             |
| South Korean Albums (Gaon)         | 2              |
| США (Billboard World Albums)       | 5              |

### Ежемесячные чарты
| Чарты (2020)               | Высшая позиция |
| -------------------------- | -------------- |
| South Korean Albums (Gaon) | 6              |

## История релиза
| Страна      | Дата         | Формат                                       | Лейблы                         |
| ----------- | ------------ | -------------------------------------------- | ------------------------------ |
| Южная Корея | 26 мая, 2020 | CD Цифровое скачивание Потоковое мультимедиа | Starship Entertainment Kakao M |
| Другие      | 26 мая, 2020 | Цифровое скачивание Потоковое мультимедиа    | Starship Entertainment Kakao M |

## Сертификация и продажи
| Страна             | Сертификация | Продажи |
| Альбом             | Альбом       | Альбом  |
| ------------------ | ------------ | ------- |
| Южная Корея (KMCA) | Платиновая   | 264,285 |
| Japan              | —            | 2,282   |